# クレオンブロトス (摂政)
クレオンブロトス（希：Κλεόμβροτος、ラテン文字転記：Cleombrotos、？-紀元前479年）は紀元前480年から紀元前479年にかけてのスパルタ王プレイスタルコスの摂政である。
クレオンブロトスはアギス朝のスパルタ王アナクサンドリデスの末子であり、クレオメネス1世とレオニダス1世の弟にあたり、ペルシア戦争でアケメネス朝ペルシアをプラタイアの戦いで破った将軍パウサニアスの父にあたる。また、クレオンブロトスは短い期間ではあるが自身もペルシアと戦った。紀元前480年にレオニダスが死んだ時、王位に就いたのはレオニダスの幼子プレイスタルコスであったため、クレオンブロトスはプレイスタルコスの後見人を務めた。クレオンブロトスはペルシア戦争において「防壁の構築に当たった部隊を地峡から引き上げたのち、ほどなく死亡した」。

## 註
1. ↑  ヘロドトス, IX. 10